# Вулиця Мучна (Львів)
Вулиця Мучна — вулиця у Личаківському районі міста Львова, в місцевості Личаків. Прямує від вулиці Личаківської до вулиці Ніжинської, утворюючи перехрестя з вулицями Стрілецькою та Круп'ярською. Прилучаються вулиці Воробкевича, Петра Могили та Збаразька.

## Історія
Вулиця з'явилася у другій половині XIX століття під назвою Крупнича вища. Сама назва походить від традиційного промислу мешканців Личакова — млинарства, тобто переробки зерна на борошно та крупи. Ще до 1871 року вулиця отримала нову назву — Личаківська бічна наліво. У 1890 році частина сучасної вулиці з початком від вулиці Личаківської вже відома, як вулиця Мучна, а інша, що прямує до сучасної вулиці Ніжинської, була частиною до вулиці Круп'ярської. На початку XX століття цією вулицею проклали трамвайну колію до піщаного кар'єру, на місці якого у другій половині 1940-х років збудували корпуси Львівської експериментальної кераміко-скульптурної фабрики. У 1930-х роках ця вулиця мала стати парадною магістраллю цієї частини міста під назвою Нижнє Корсо. Наприкінці XX століття через вулицю Мучну мала пролягти так звана «хордова автомагістраль», що через тунель під Кайзервальдом мала б виходити на Підзамче. Під час німецької окупації, від 1943 року — Мельґассе. Після зайняття Львова радянськими військами у липні 1944 року вулиці була повернена передвоєнна назва Мончна, і вже 1946 року вулиця отримала сучасну назву — вулиця Мучна.

## Забудова
Вулиця Мучна забудована переважно двоповерховими будинками в стилі конструктивізму 1930-х років за винятком двоповерхових будинків барачного типу, збудованих за радянських часів у 1950-х роках, а також присутні декілька новобудов 2000—2010-х років. Декілька будинків внесено до Реєстру пам'яток архітектури місцевого значення.

### З непарного боку вулиці
№ 3 — триповерхова сецесійна кам'яниця початку XX століття. В будинку у 1910-х роках містилося бюро винних пивниць. Власником будинку у 1935 році був Стефан Мінські та спілка.
№ 15 — триповерховий житловий будинок. Тут у 1910-х роках містилася пекарня Мечислава Вежбицького. Власником будинку у 1935 році була Гелена Вежбицька та спілка.
№ 23 — шестиповерховий житловий будинок бізнес-класу з вбудованим підземним паркінгом, зведений у 2011—2012 роках будівельною корпорацією «РІЕЛ».
№ 41 — одноповерховий житловий будинок початку XX століття. Власником будинку до 1916 року був Володимир Шашкевич.
№ 43 — вілла, яка нині більше відома як дім Покрова Пресвятої Богородиці Сестер Служебниць Непорочної Діви Марії. Від 2009 року у домі Сестри Служебниці провадять ризницю: шиють літургічні ризи для священиків, єпископів, виготовляють митри. Будинок внесений до Реєстру пам'яток архітектури місцевого значення під охоронним № 2718-м. За цією адресою ще 1944 року діяла іконописна школа оо. Студитів під керівництвом о. Рафаїла Хомина.
№ 47, 49, 51 — двоповерхові зблоковані житлові будинки, збудовані у 1930-х роках. Будинки внесені до Реєстру пам'яток архітектури місцевого значення під охоронними № 2719-м, 2721-м та 2723-м.
№ 53 — двоповерхова вілла (на розі з вулицею Круп'ярською), збудована у 1930-х роках. Будинок внесений до Реєстру пам'яток архітектури місцевого значення під охоронним № 2724-м.
№ 65 — двоповерхова вілла (на розі з вулицею Ніжинською), збудована у стилі польського конструктивізму 1930-х років. Будинок внесений до Реєстру пам'яток архітектури місцевого значення під охоронним № 2725-м.

Світлини вуличної забудови (непарний бік)
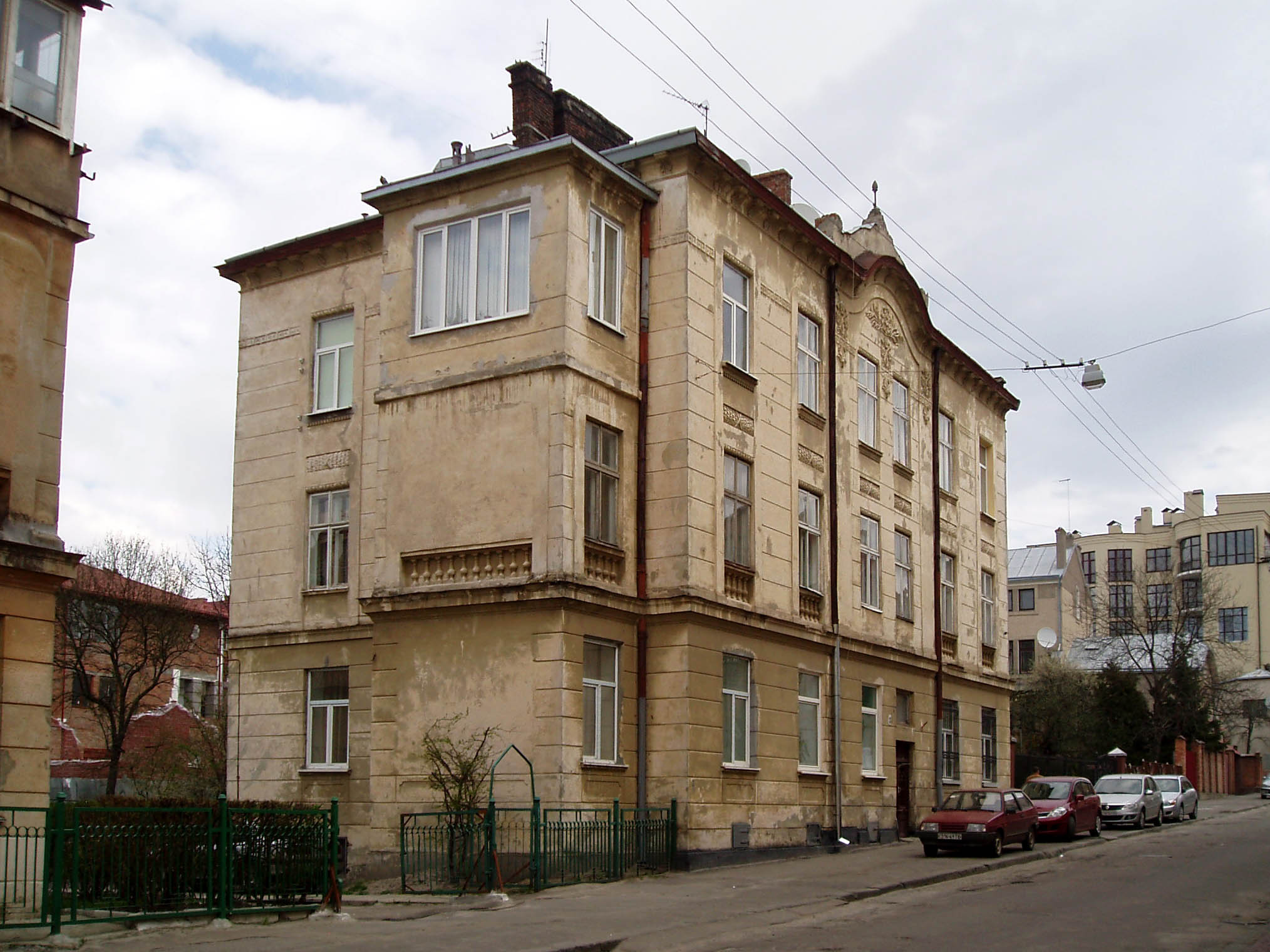
Будинок № 3
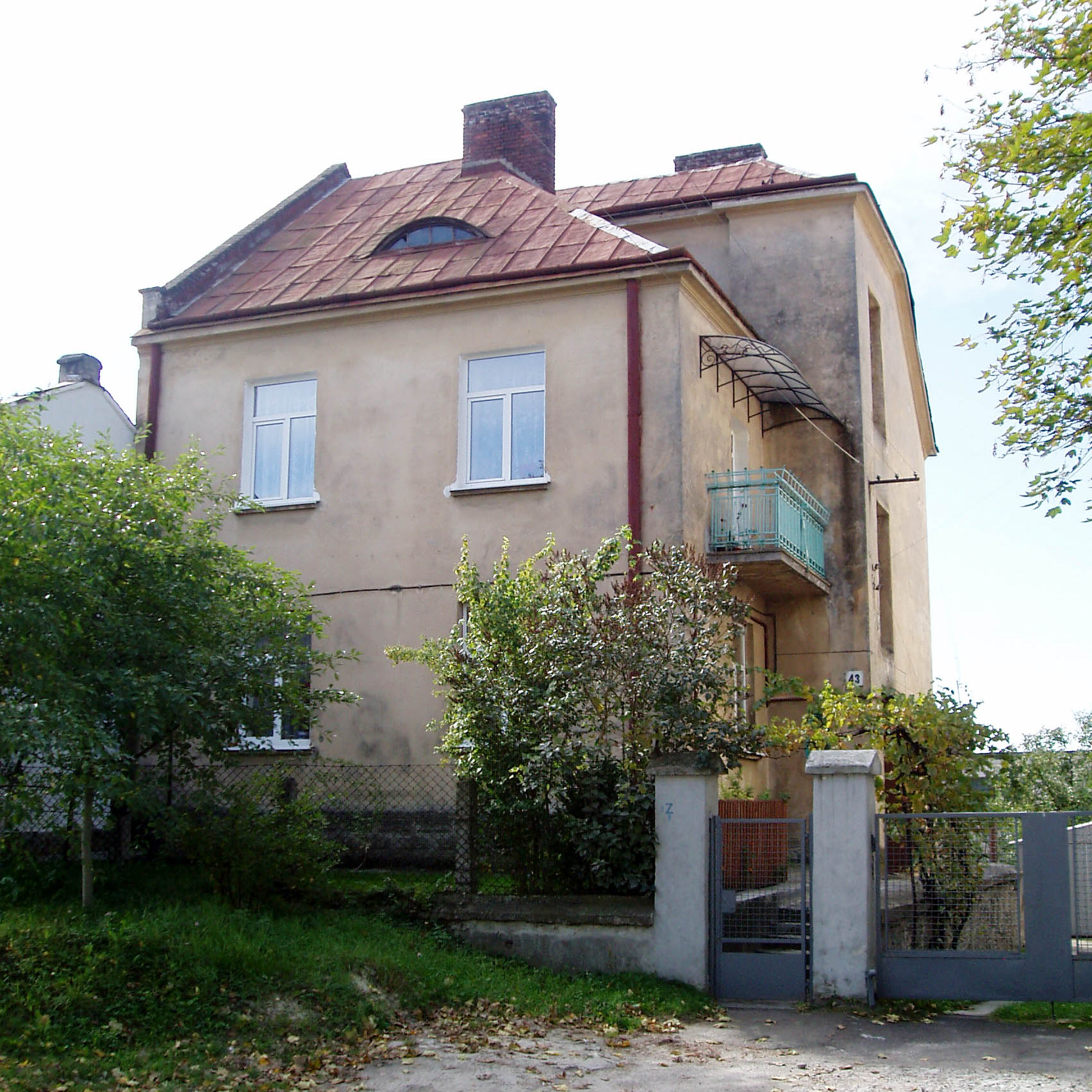
Будинок № 43
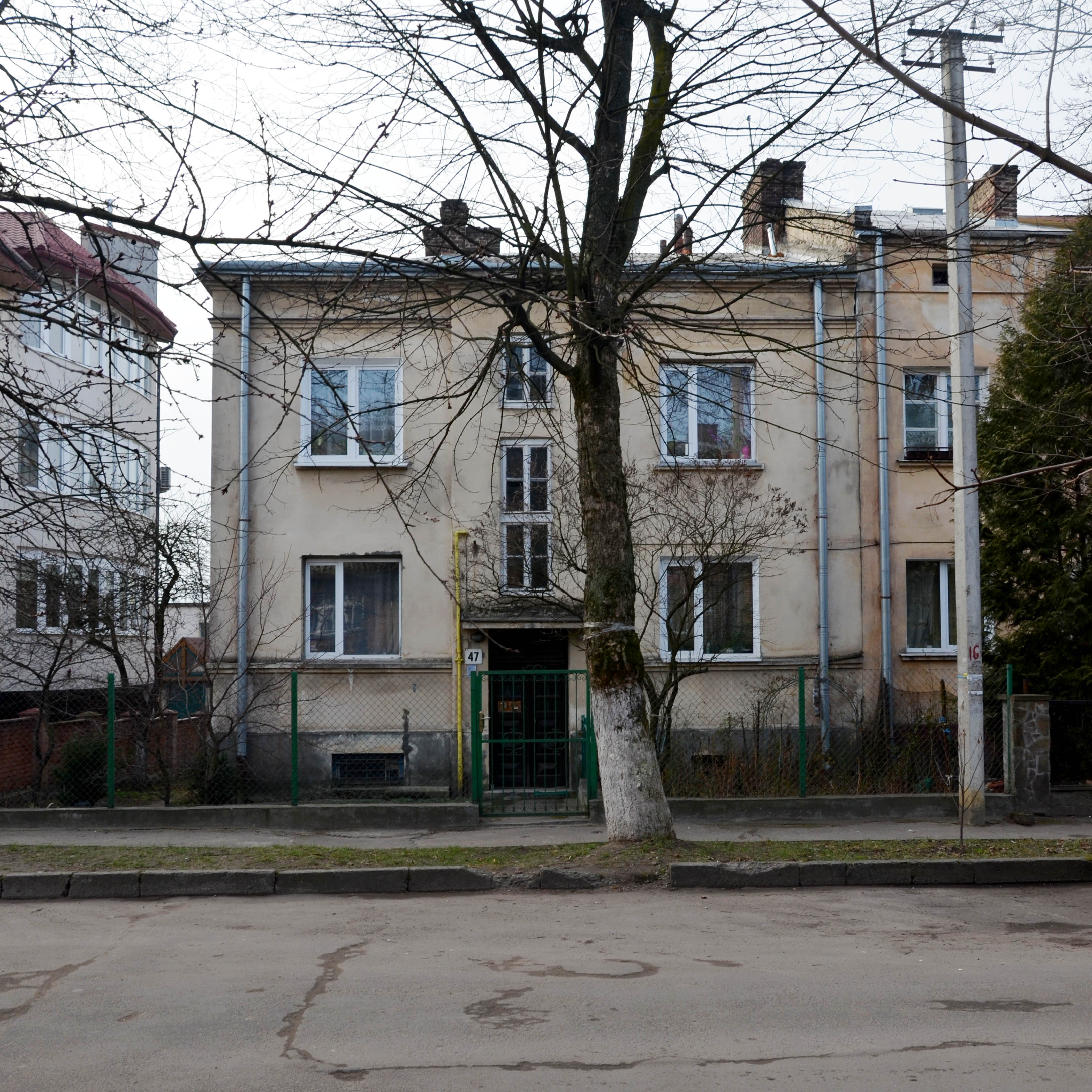
Будинок № 47
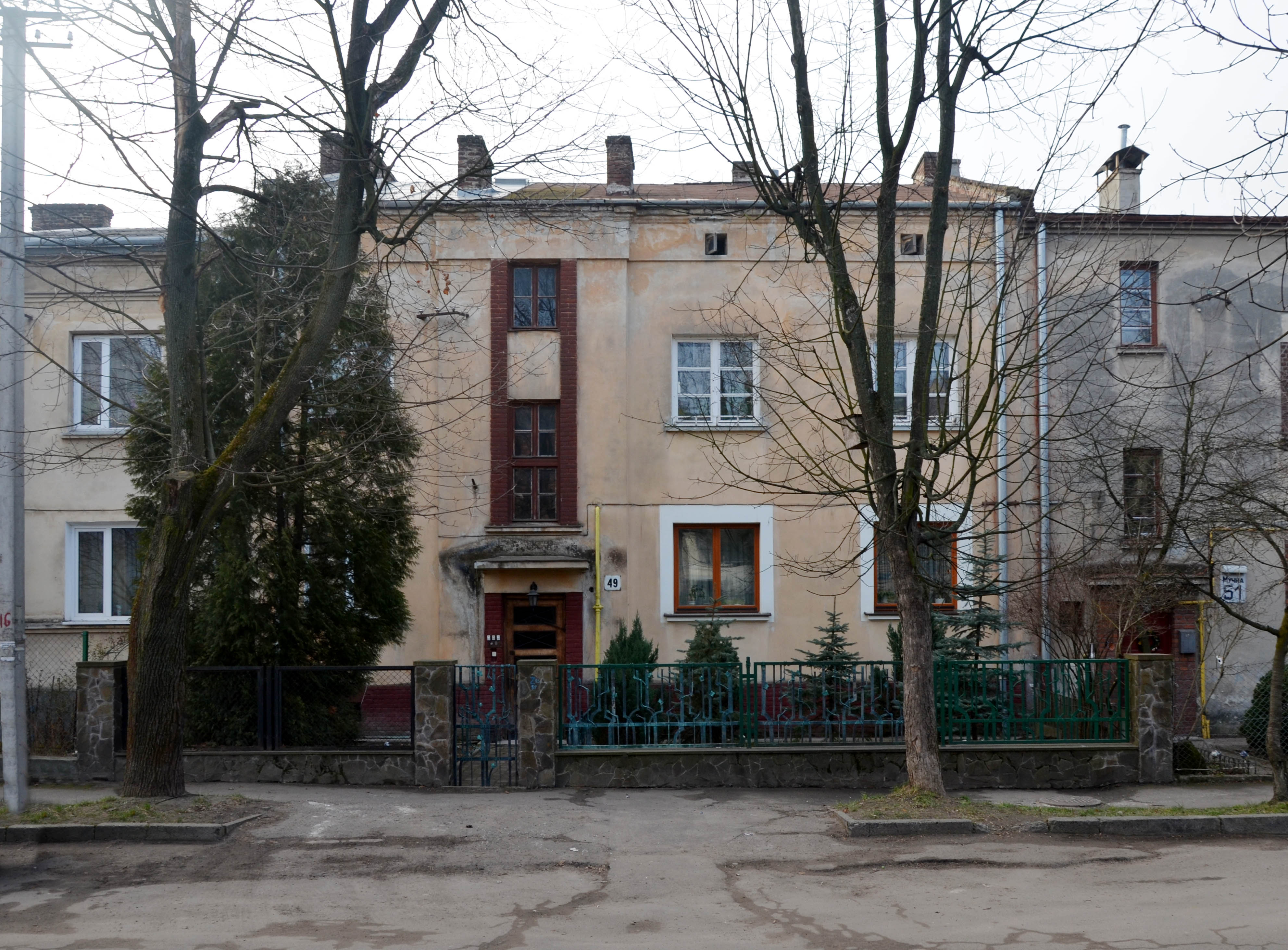
Будинок № 49
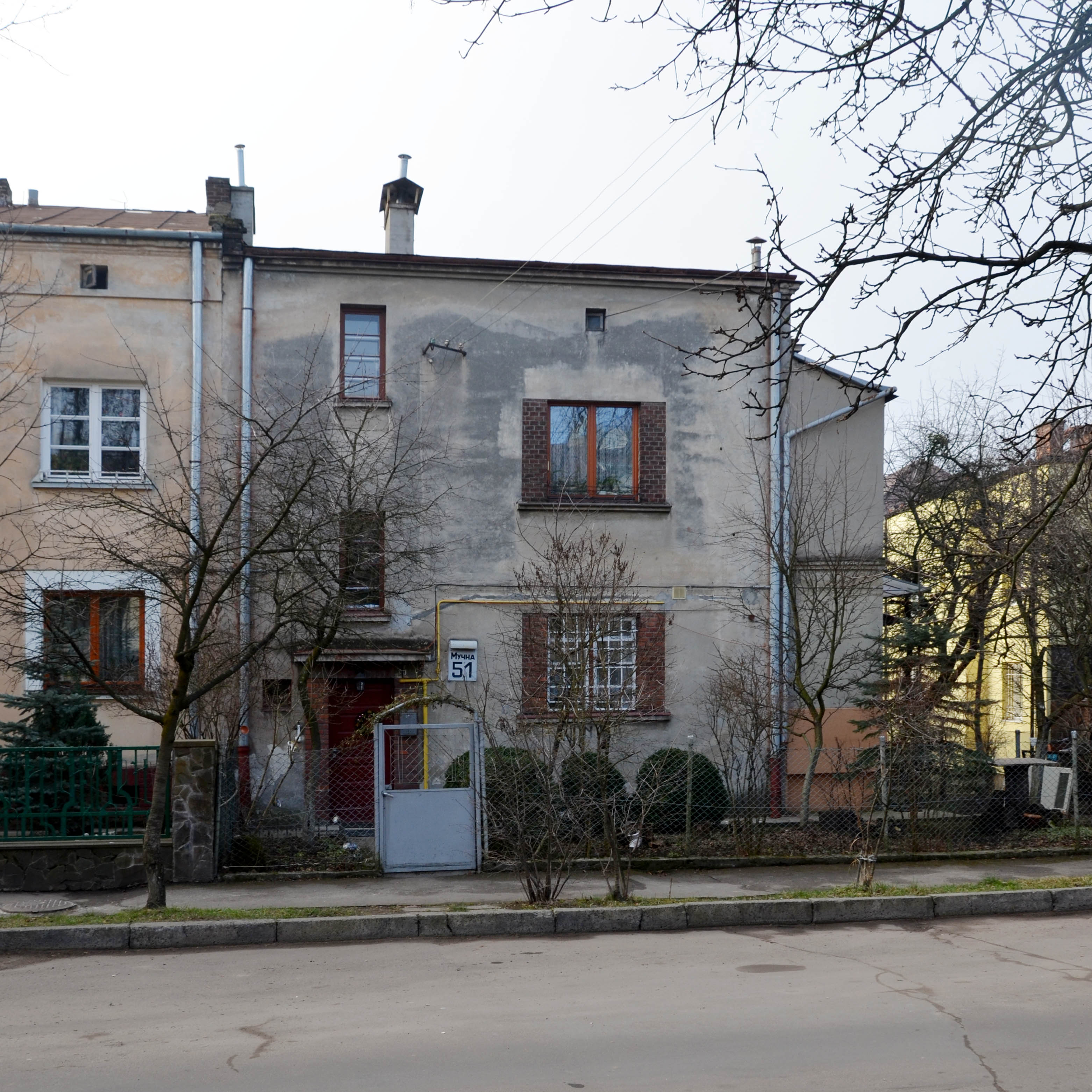
Будинок № 51
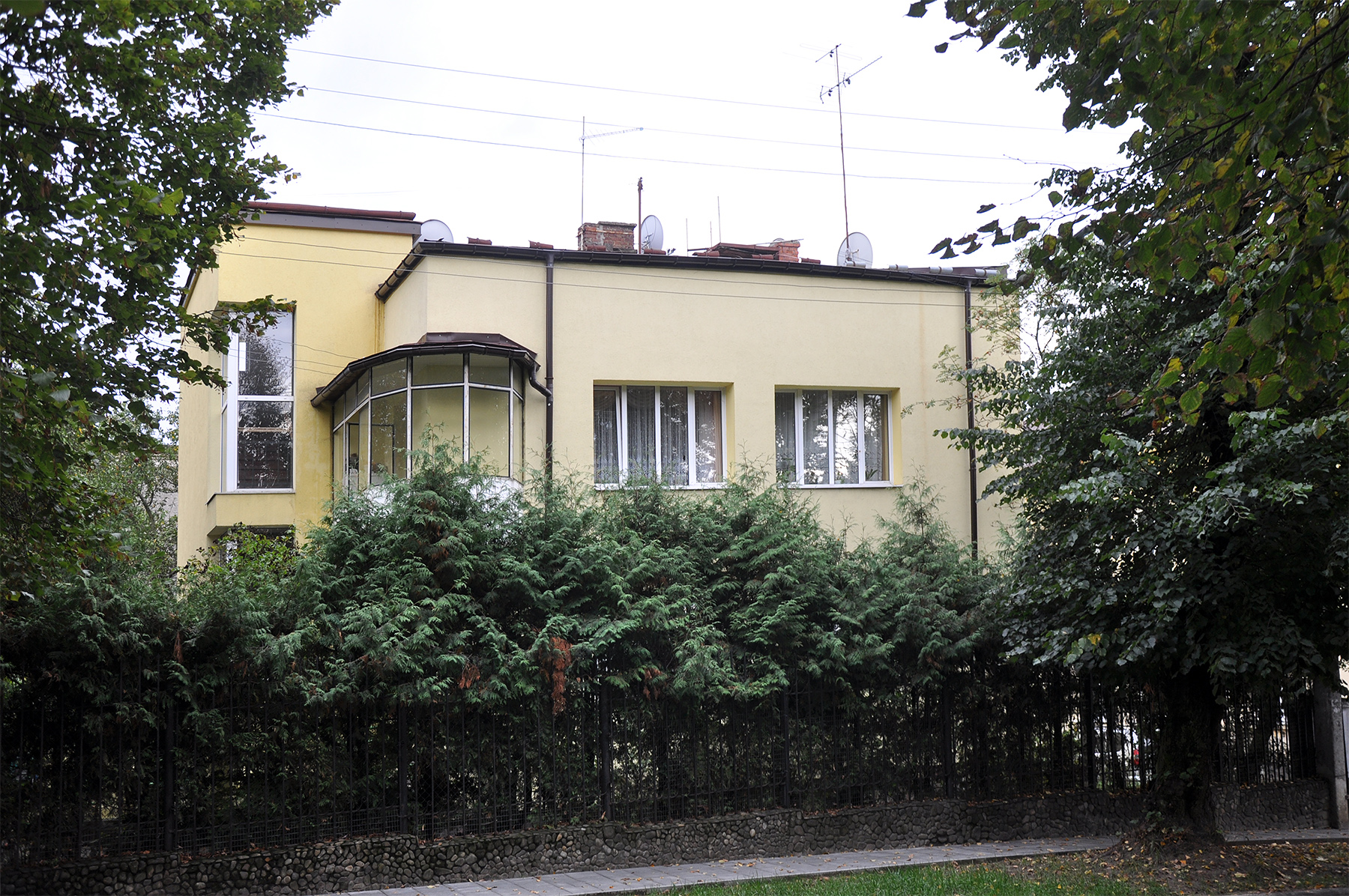
Будинок № 53
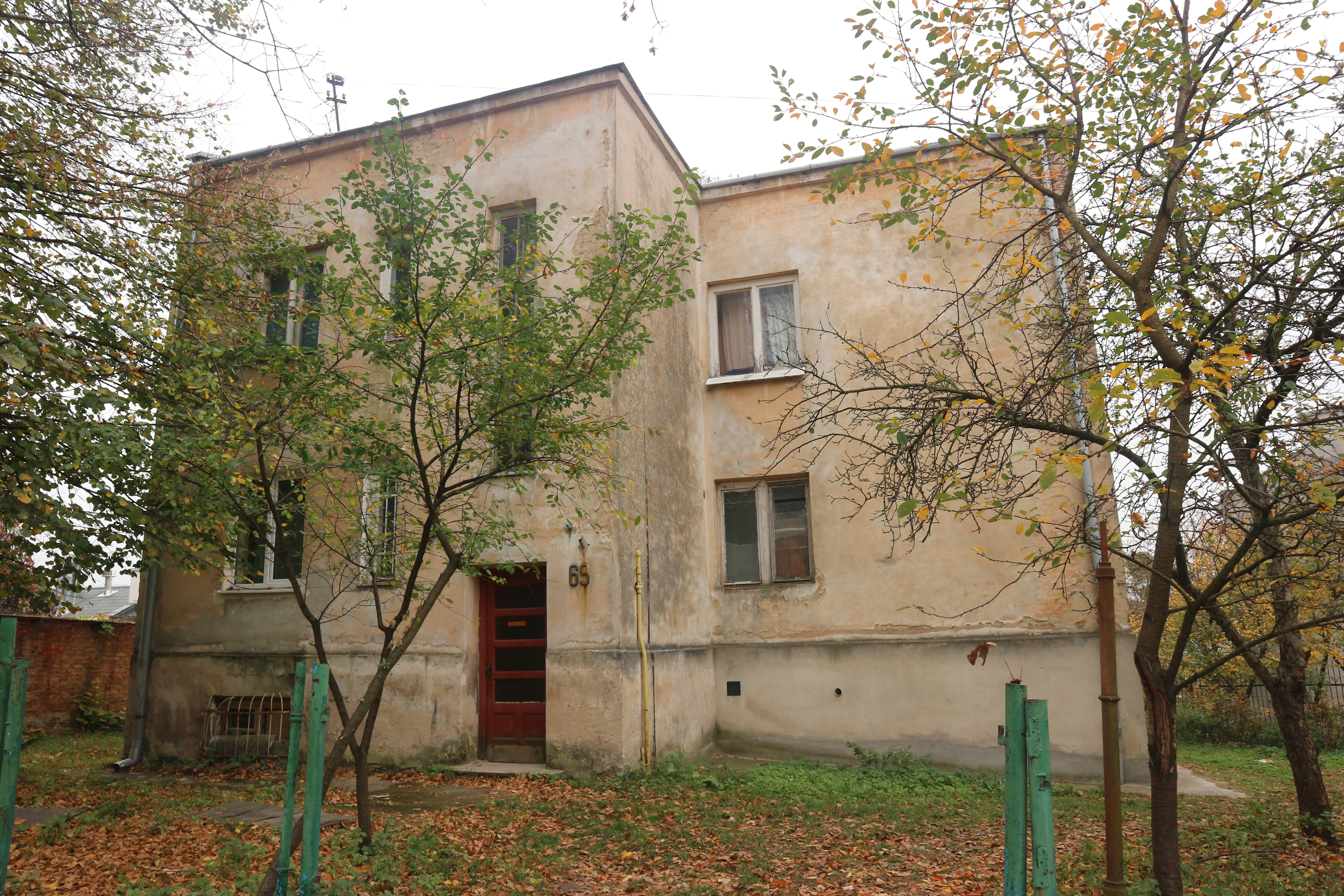
Будинок № 65

### З парного боку вулиці
№ 2 — триповерхова сецесійна кам'яниця початку XX століття. Власниками будинку були у 1913 році — Ніссен Меллер, у 1935 році — Марія Тимчак та спілка. Нині в одному з приміщень першого поверху будинку міститься аптечна крамниця мережі аптек «DS».
№ 4 — триповерхова сецесійна кам'яниця початку XX століття. Власниками будинку були у 1913 році — Емілія Бернат, у 1935 році — Станіслав Стець.
№ 6 — двоповерхова сецесійна кам'яниця початку XX століття. В будинку у 1913 році мешкав художник Юзеф Сковронський (1888—1967), у 1916 році — власниця одного з львівських млинів Генофева Ліпська. Власником будинку у 1935 році була Саломея Мюллер.
№ 8 — двоповерхова сецесійна кам'яниця початку XX століття. В будинку до 1939 року мешкав відомий професор Львівської політехніки, педагог і дослідник у галузі мінералогії та петрографії, доктор філософії Юліан Токарський. Власником будинку у 1935 році була Вікторія Глегова і спілка.
№ 10 — двоповерхова сецесійна кам'яниця початку XX століття. Власниками кам'яниці були у 1916 році — Кароліна Деміан, у 1935 році — Адам Климович.
№ 14 — триповерхова сецесійна кам'яниця початку XX століття. В будинку у 1913 році мешкав архітектор Стефан Весоловський та колишній шкільний інспектор Станіслав Токарський.
№ 16 — семиповерховий житловий будинок бізнес-класу з вбудованим підземним паркінгом на 14 паркомісць, зведений у 2011—2012 роках будівельною компанією «Інтеграл-Буд».
№ 20 — триповерхова сецесійна кам'яниця початку XX століття. До 1913 року в будинку мешкала Олімпія Кароліна Левицька з Вояковських, вдова радника Галицького намісництва о. Олександра Костянтина Левицького.
№ 24 — двоповерховий житловий будинок, збудований у 1930-х роках. На початку XX століття власником попереднього будинку, що стояв на цьому місці належав родині Мюллер. Власником будинку у 1935 році була Ванда Мюллер та спілка.
№ 26 — триповерховий житловий будинок, в якому 15 серпня 2020 року відкрився заклад дошкільної освіти «Веселі та розумні».
№ 32 — комплекс будівель колишньої Львівської експериментальної кераміко-скульптурної фабрики. Фабрика заснована у 1946 році Львівською організацією Спілки радянських художників України. Фабрику відкрили на місці невеликої керамічної артілі, де були старі піщані кар'єри та лінія вантажного трамваю, що функціонувала до 1960-х років. 1949 року на фабриці почав працювати керамічний цех, а 1962 року — експериментальний цех художнього гутного скла. 1963 року впроваджується унікальна технологія виробництва з кам'яної маси та шамоту. У 1970-х роках Львівська експериментальна кераміко-скульптурна фабрика стає осередком найсміливіших експериментів у царині пластичної форми. Тоді ж роках скульптурний цех фабрики, освоює карбування та художнє литво з бронзи. Основною продукцією 1970—1880-х років стали кавові сервізи, авторські розписані тарелі, штофи з активним рельєфним декором з зображеннями архітектури Львова, барвисті скляні вази, скульптурна пластика малих форм. Початок 1990-х років приніс занепад. Відбулася зміна форми власності колишньої фабрики з державної на колективну. У 2005—2006 роках закрили скляний цех кераміко-скульптурної фабрики, натомість на його місці у 2007 році засновано ДП «„Склоцех“ Львівської фабрики мистецтв». Згодом Львівська експериментальна кераміко-скульптурна фабрика збанкрутувала та її ліквідували у 2013 році.
№ 36 — в будинку міститься приватний ЗДО «Smart English Preschool».
№ 48 — вілла. Будинок внесений до Реєстру пам'яток архітектури місцевого значення під охоронним № 2720-м.
№ 50 — вілла. Будинок внесений до Реєстру пам'яток архітектури місцевого значення під охоронним № 2722-м.

Світлини вуличної забудови (парний бік)
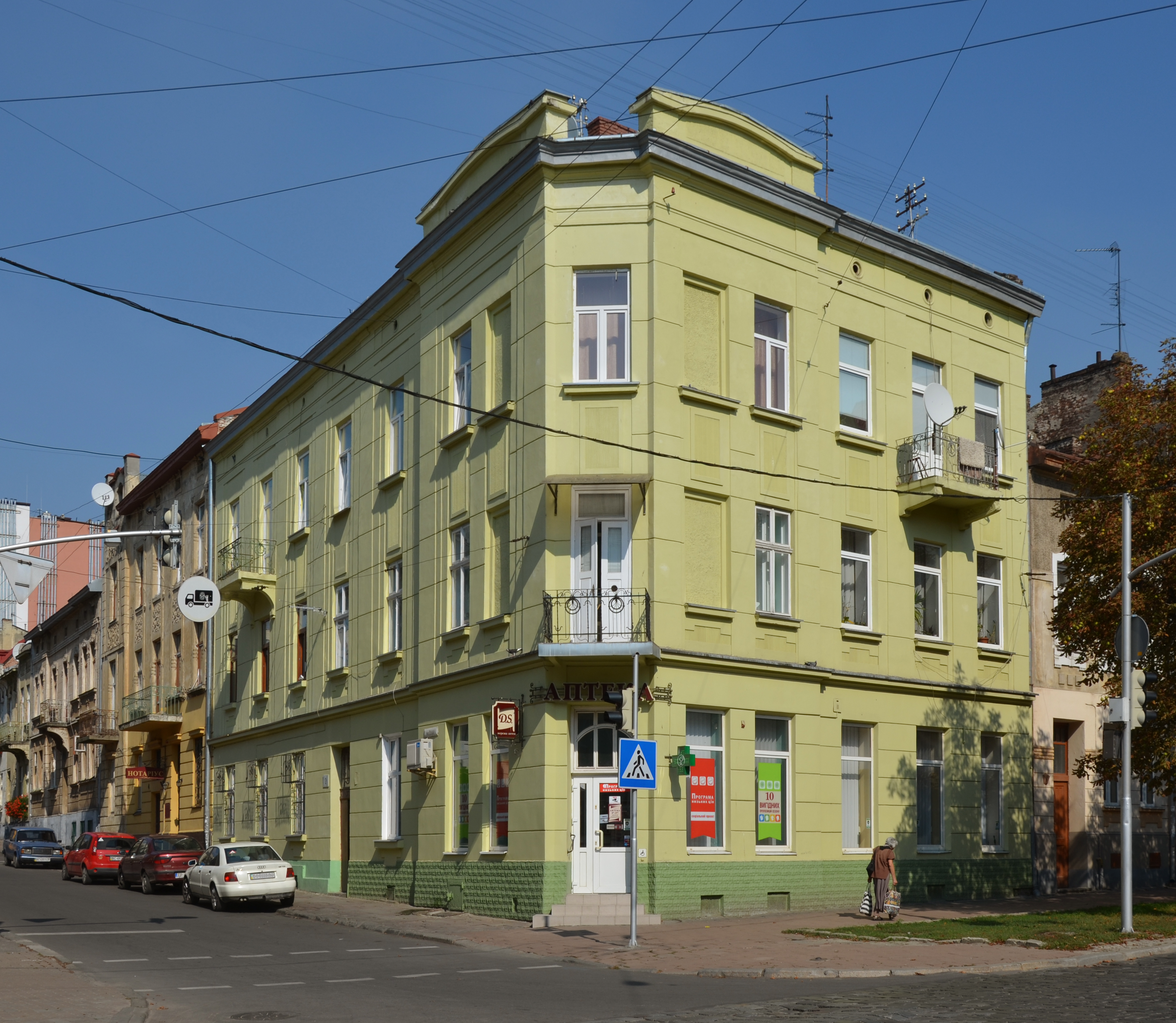
Будинок № 2
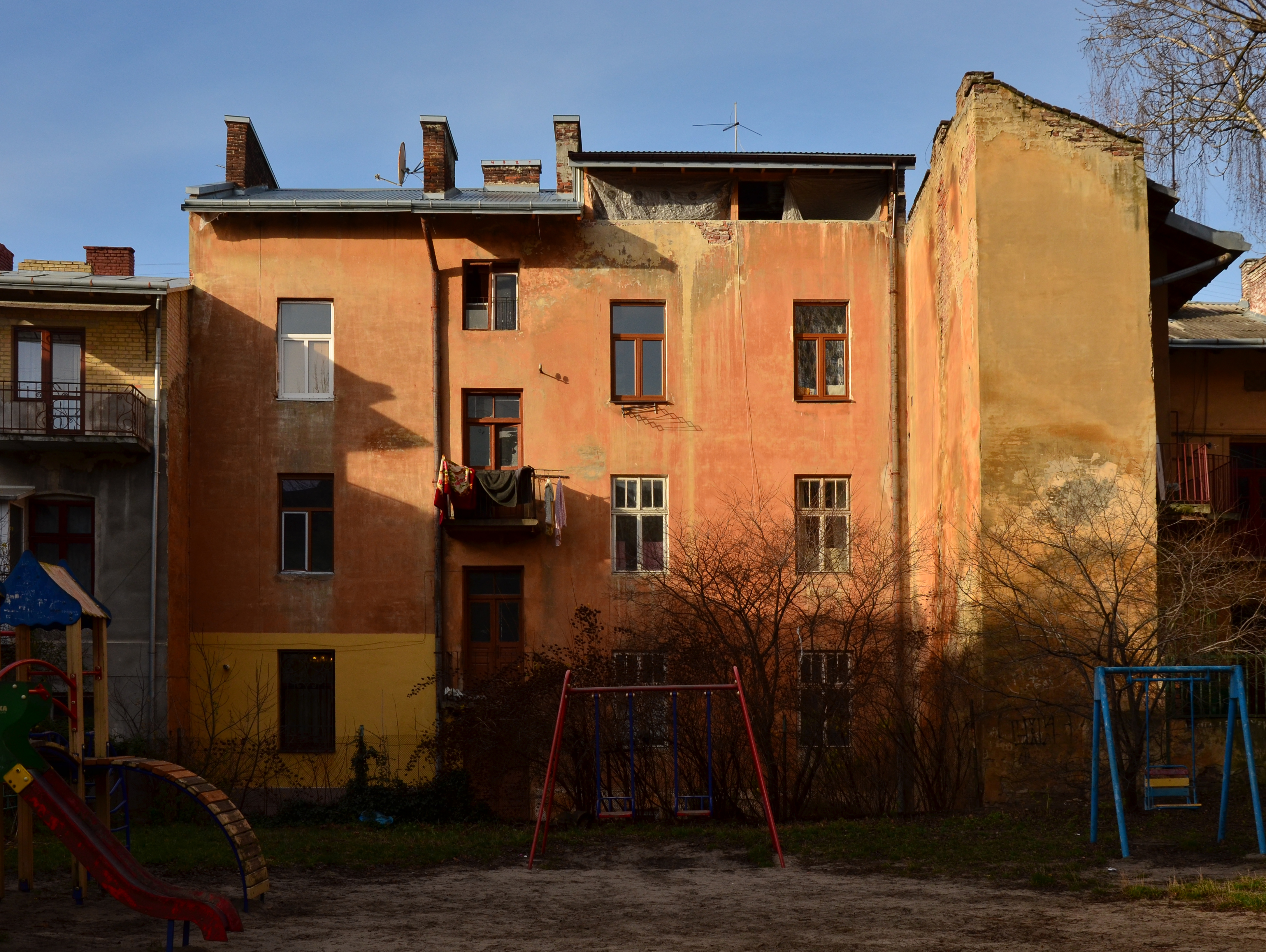
Будинок № 4
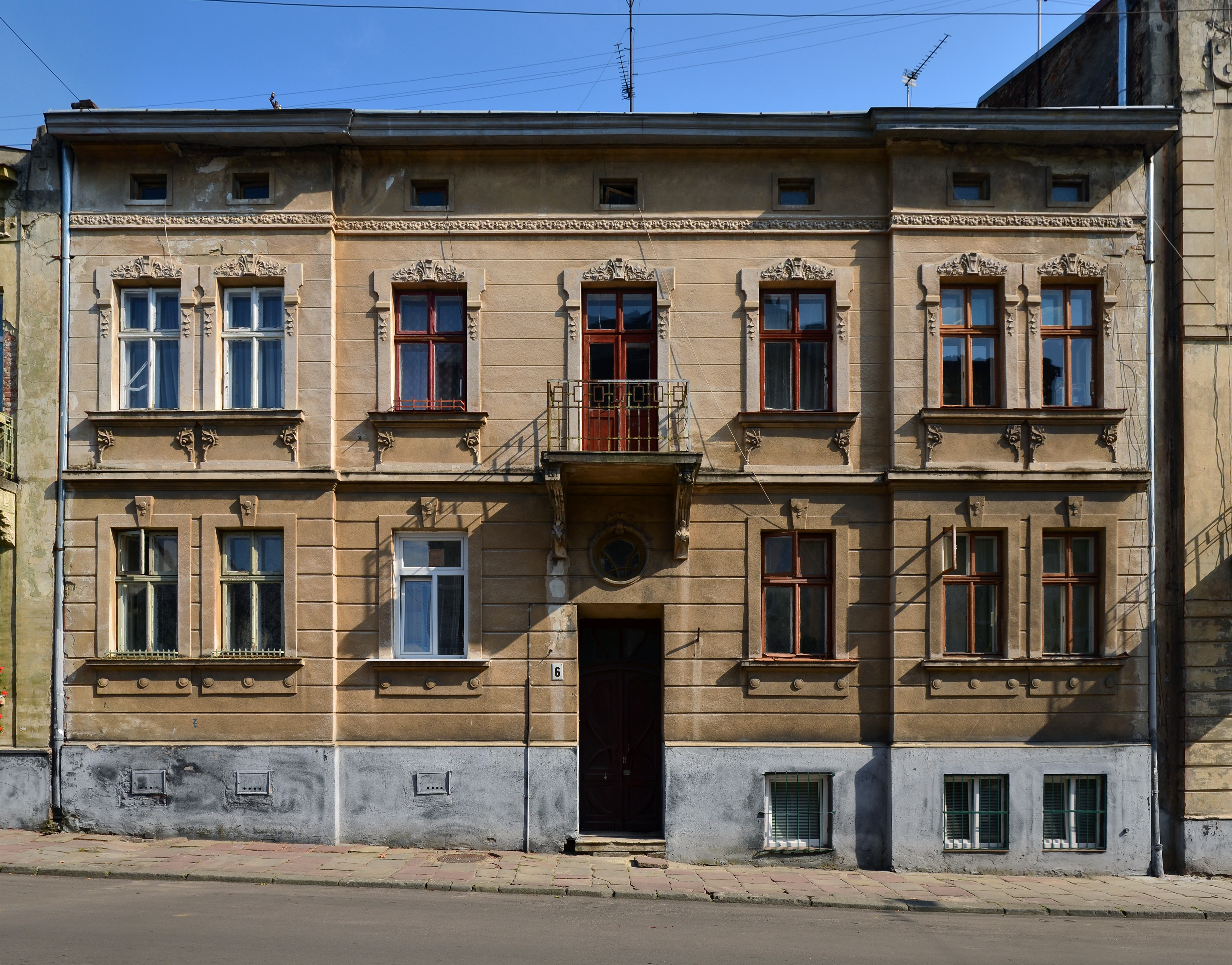
Будинок № 6
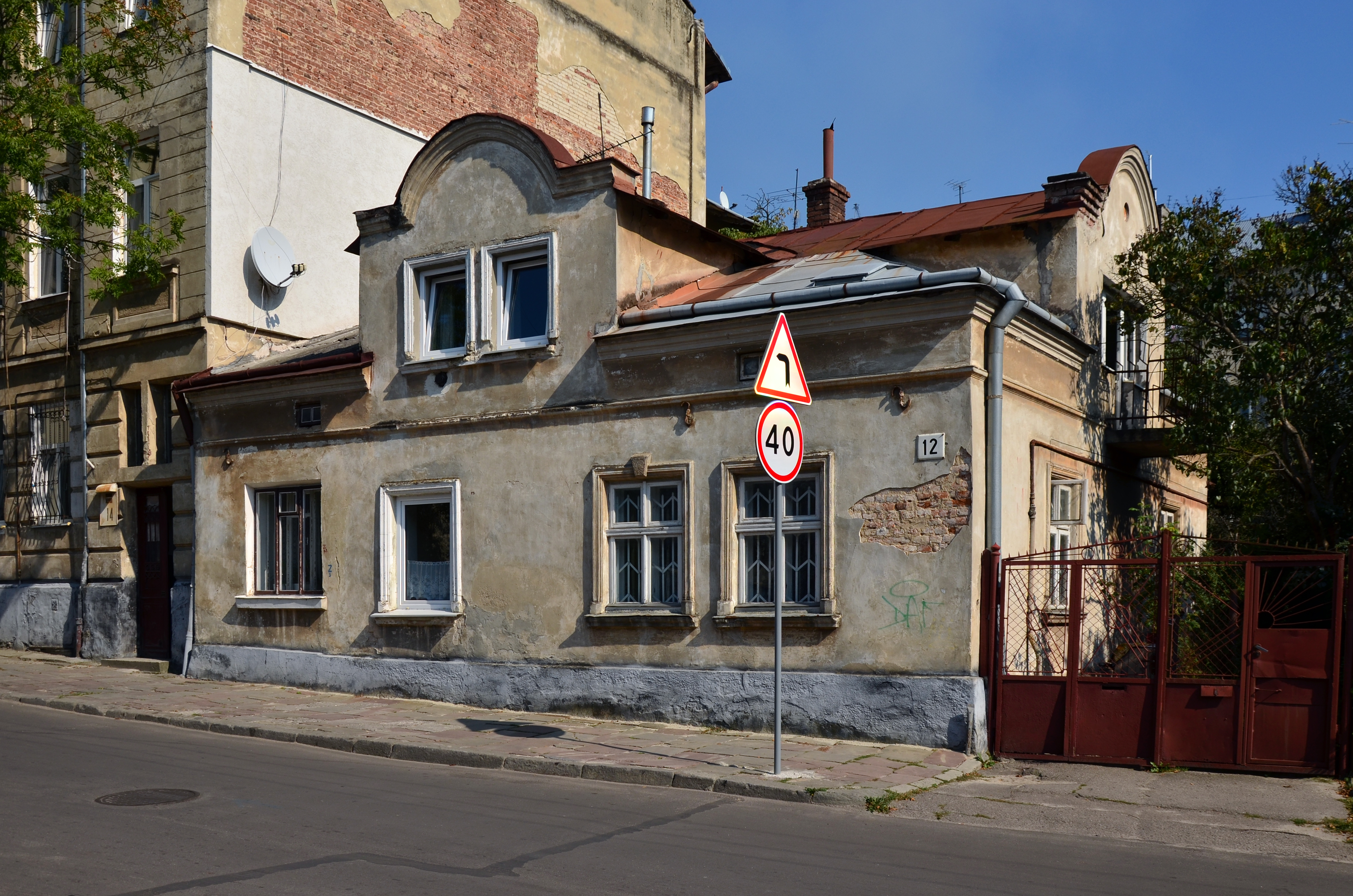
Будинок № 12
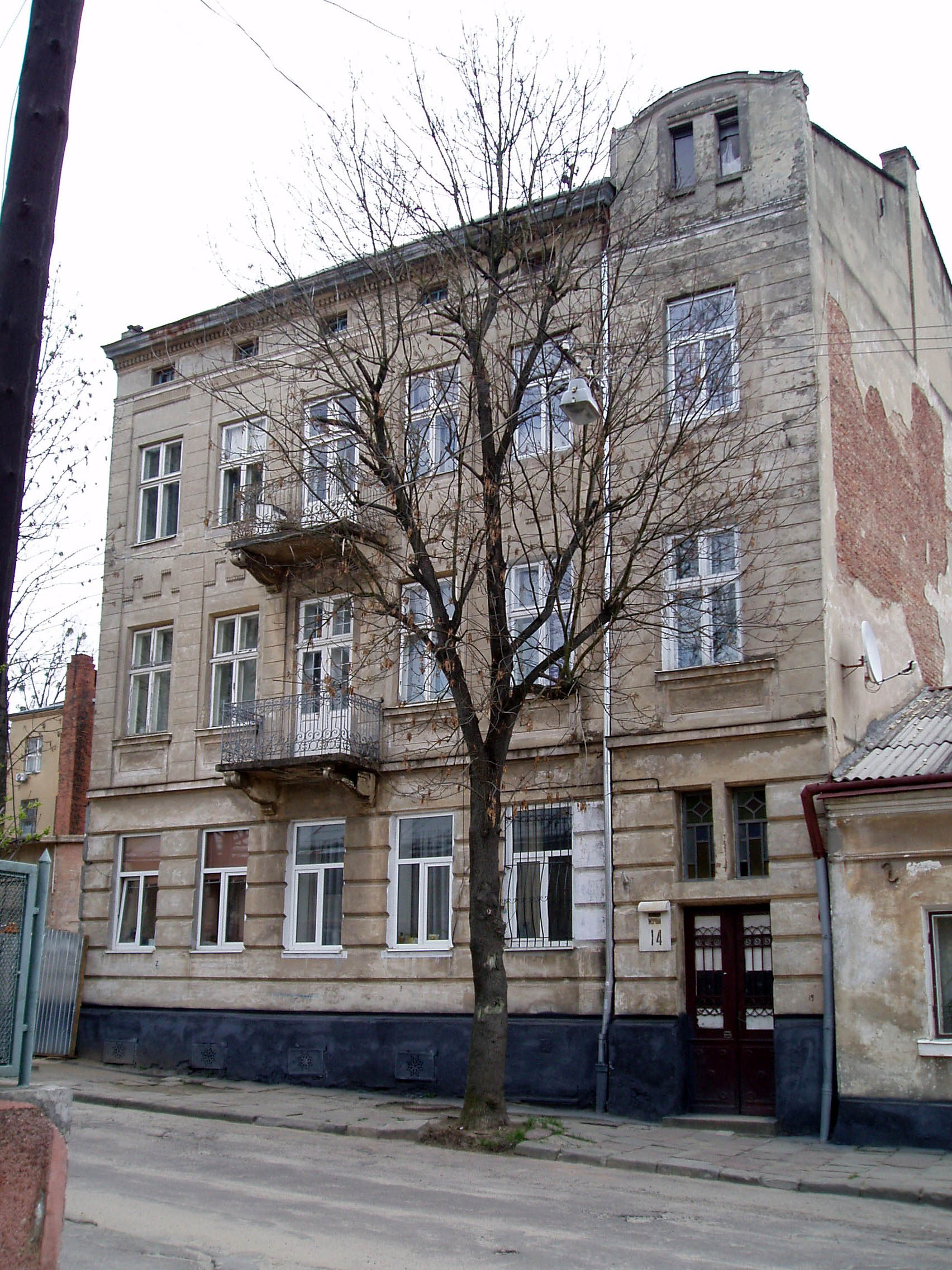
Будинок № 14
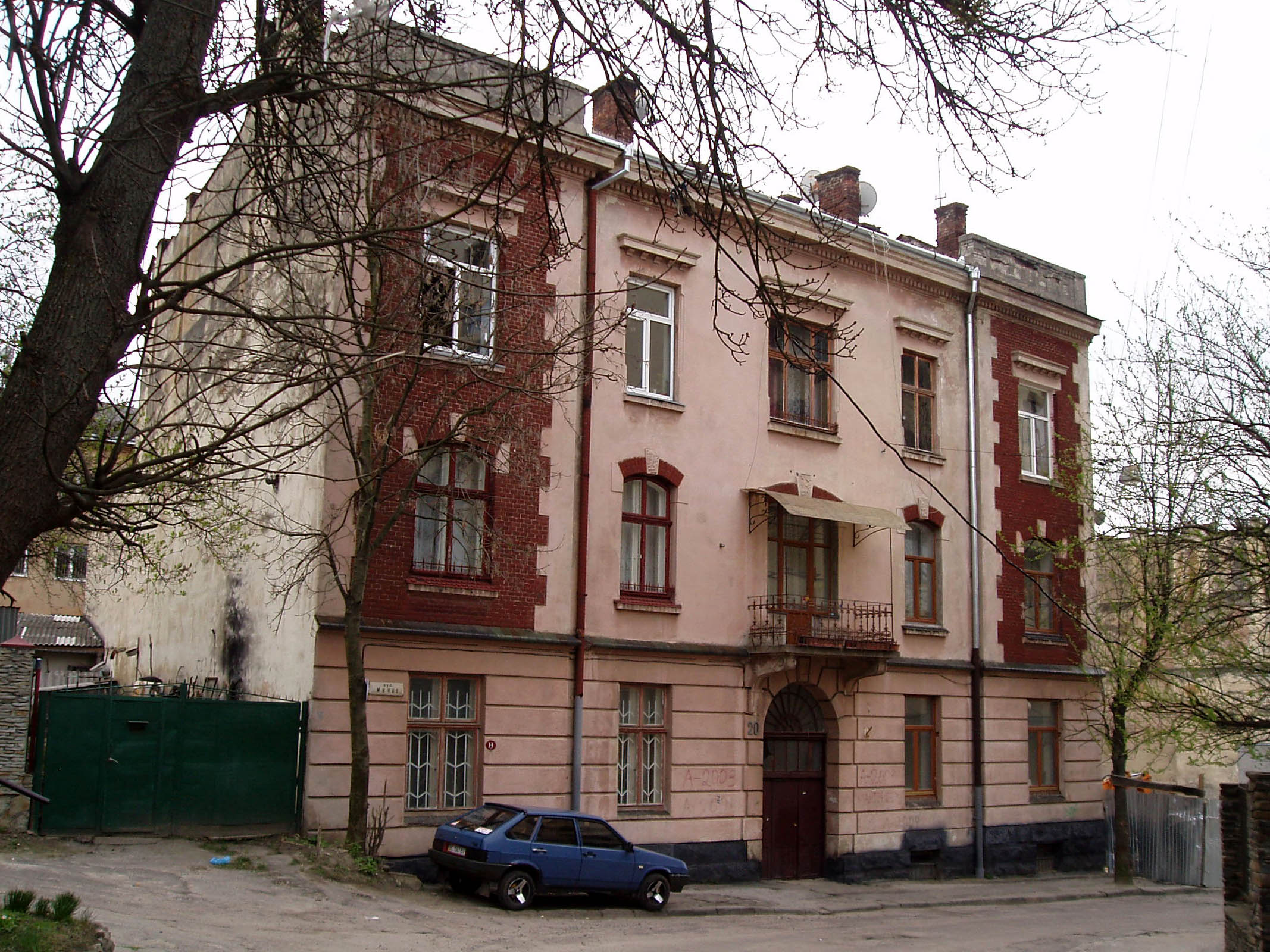
Будинок № 20
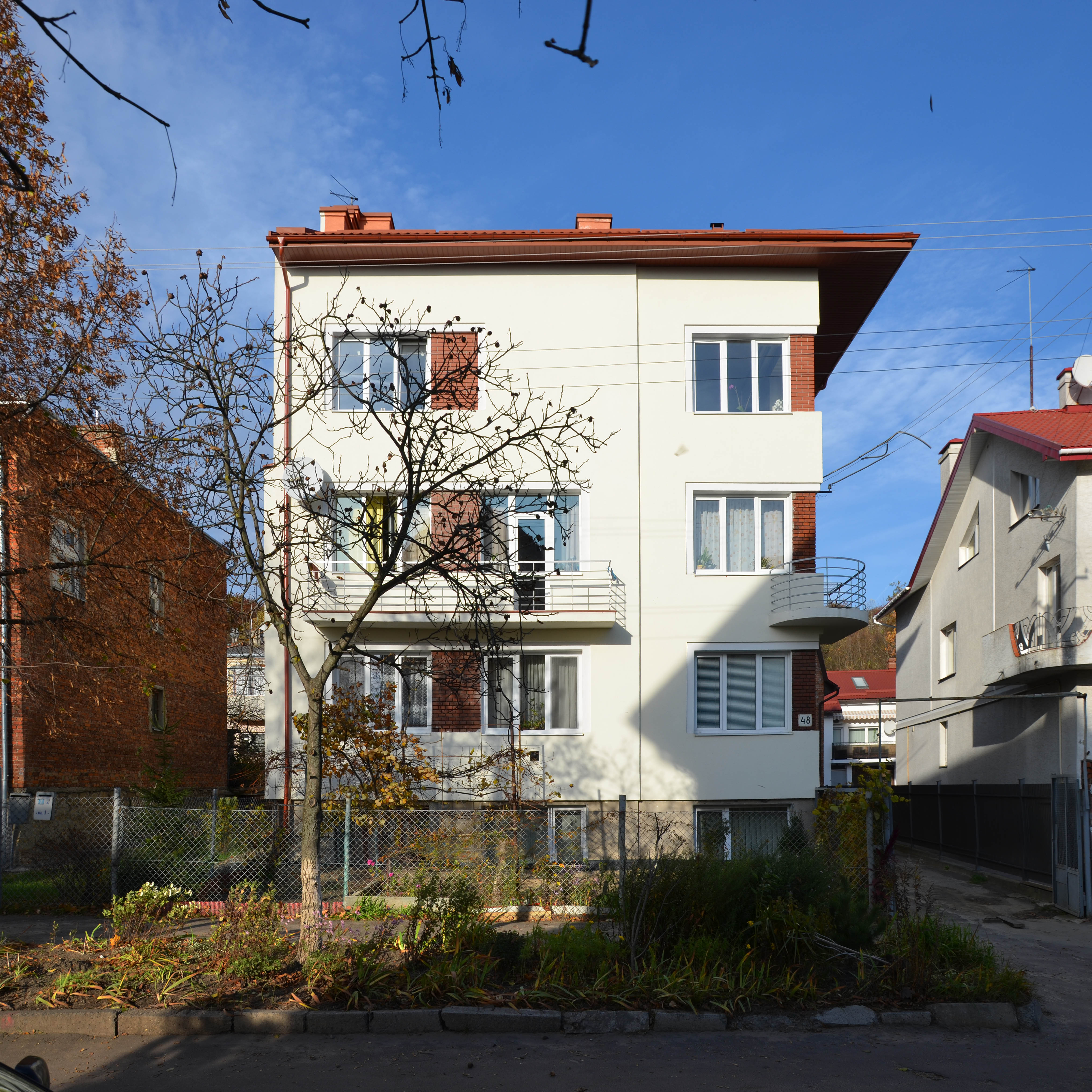
Будинок № 48
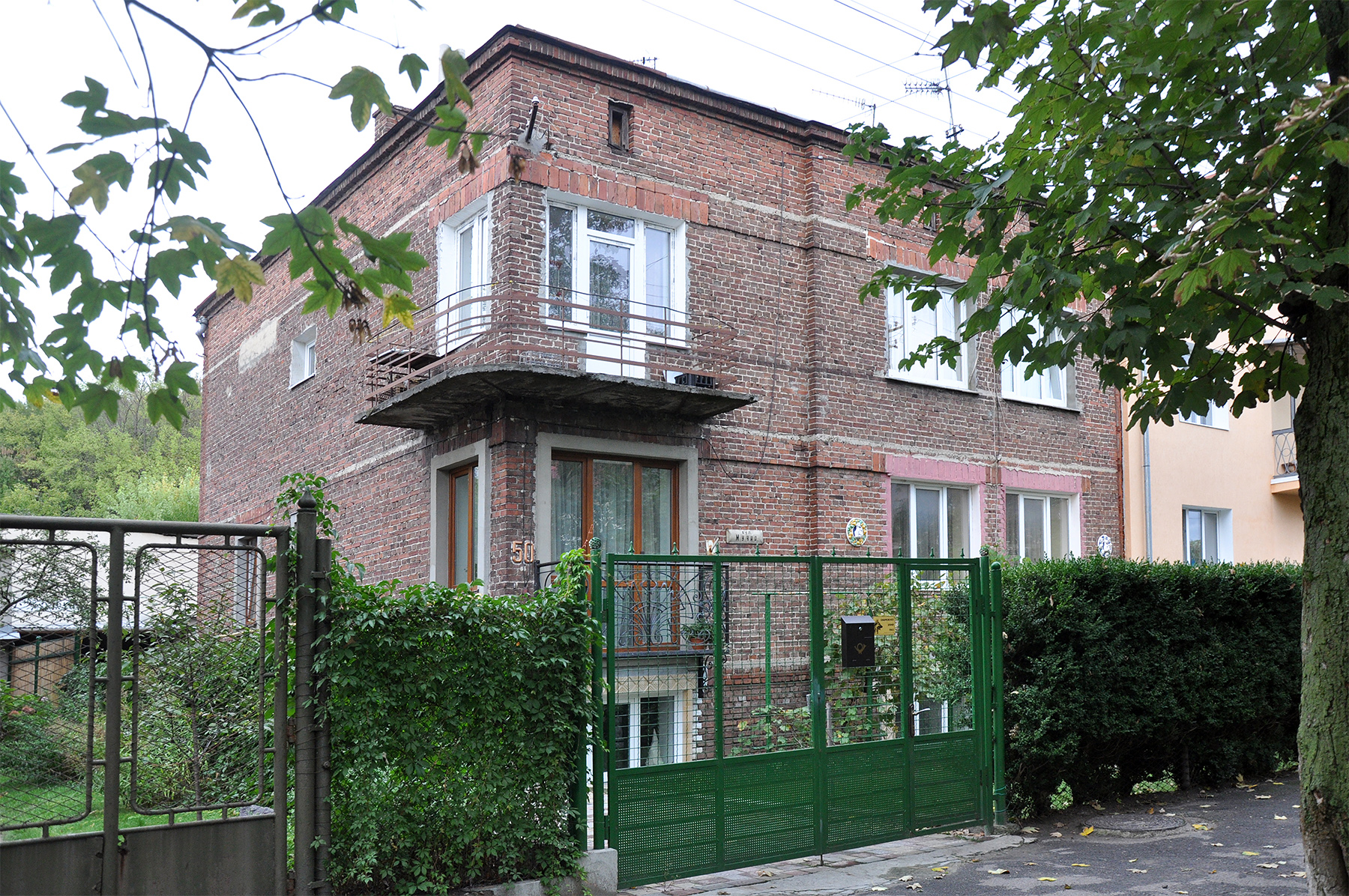
Будинок № 50